# Lista de campeonatos do automobilismo internacional
Esta é uma lista de competições internacionais de automobilismo realizadas em diversas parte do mundo, principalmente na Europa

## Em disputa
Monolugares/Monoposto
- Fórmula 1
- Campeonato de Fórmula 2 da FIA
- Fórmula 3
- Fórmula 4

- Campeonato Europeu de Fórmula 3 da FIA
- Taça Intercontinental de F3 - Grande Prêmio de Macau
- Campeonato Alemão de Fórmula 3
- Campeonato Asiático de Fórmula 3
- Campeonato Australiano de Fórmula 3
- Campeonato Austíaco de Fórmula 3
- Campeonato Britânico de Fórmula 3
- Campeonato Italiano de Fórmula 3
- Campeonato Japonês de Fórmula 3
- Campeonato Nórdico de Fórmula 3
- Fórmula E
- Campeonato do Mundo de Karting
- Fórmula 4 Sul-americana
- Campeonato Espanhol de F4
- Formula V8 3.5
- Fórmula Renault 2.0 Nordeste Europeu
- Fórmula Renault 2.0 Eurocup
- IndyCar Series

Carros de Turismo
- NASCAR Whelen Euro Series
- Campeonato Mundial de Carros de Turismo (WTCC)
- Taça Europeia de Carros de Turismo (ETCC)
- TCR Asia Series
- TCR Américas
- TCR Trophy Europe
- TCR Benelux Touring Car Championship

Grand-Turismo
- Blancpain Endurance Series
- Blancpain Sprint Series
- GT4 European Series
- GT Asian Series
- GT3 Le Mans Cup
- Intercontinental GT Challenge
- International GT Open
- Porsche Supercup
- Renault Sport Trophy
- Ferrrari Challenge North America
- BOSS GP
- Lamborghini Super Trofeo

Sport-protótipos
- Campeonato Mundial de Endurance da FIA
- European Le Mans Series
- Asian Le Mans

Ralis
- Campeonato Mundial de Rali
- Campeonato Europeu de Rali
- Campeonato do Médio-Oriente de Rali (MERC)
- Campeonato Africano de Rali
- Campeonato Ásia-Pacífico de Rali
- Taça FIA de Energias Alternativas
- FIA Campeonato Europeu de Rali Históricos
- Taça FIA da Europa de Rali (ERC-Cup)
- Global RallyCross

Todo o Terreno
- Taça do Mundo de Todo-o-Terreno da FIA
- Campeonato do Mundo de Rallycross (WRX)
- Campeonato Europeu de Rallycross (ERX)
- FIA European Autocross Championship

Rampas
- Campeonato Europeu de Montanha (EHCC)
- FIA International Hill Climb Cup
- FIA Hill Climb Masters
- FIA Historic Hill Climb Championship

Outras Categorias
- European Truck Racing Championship
- T1 Prima Truck Racing Championship
- FIA European Drag Racing Championship
- Touring Car Endurance Series
- FIA Intercontinental Drifting Cup

## Extintas
- GP2
- Fórmula 2 FIA - denominações anteriores: Fórmula 2 e Fórmula 3000
- Grand Prix Masters
- A1 Grand Prix
- Campeonato Mundial de Resistência
- Fórmula 3 Euro Series